# Francisco Sandaza
Francisco Sandaza (Toledo, 30 november 1984) is een Spaans voormalig voetballer die als aanvaller speelde.

## Carrière
Hij tekende in 2008 bij Dundee United FC. In 2010 werd de Schotse voetbalbeker gewonnen. Hij tekende in 2010 bij Brighton & Hove Albion FC in de EFL League One. Met deze club werd hij in 2011 kampioen van de EFL League One en promoveerde de club naar de EFL Championship. Sandaza speelde tussen 2011 en 2013 voor St Johnstone FC en Rangers FC. In 2013 keerde hij terug naar Spanje waar hij voor CD Lugo en Girona FC ging spelen.